# Riva (piłkarz)
Riva, właśc. Rivadávio Alves Pereira (ur. 4 maja 1944 w Rio de Janeiro) – piłkarz brazylijski, występujący na pozycji obrońcy.

## Kariera klubowa
W czasie kariery piłkarskiej Riva grał w klubie Fluminense FC. Z Fluminense zdobył mistrzostwo stanu Rio de Janeiro – Campeonato Carioca w 1964 roku.

## Kariera reprezentacyjna
W 1964 roku Riva uczestniczył w Igrzyskach Olimpijskich w Tokio. Na turnieju Riva był rezerwowym zawodnikiem i nie wystąpił w żadnym meczu.
W 1963 roku Riva uczestniczył w Igrzyskach Panamerykańskich, które Brazylia wygrała. Riva na igrzyskach wystąpił we wszystkich czterech meczach z Urugwajem, USA, Chile i Argentyną.